# Gravina di Catania
Gravina di Catania er en italiensk by (og kommune) i regionen Sicilien i Italien, med omkring 25.185(2023) indbyggere.  